# ژان کریستف پرو
ژان کریستف پرو (فرانسوی: Jean-Christophe Péraud‎؛ زادهٔ ۲۲ مهٔ ۱۹۷۷) دوچرخه‌سوار اهل فرانسه است.
از باشگاه‌هایی که در آن بازی کرده‌است می‌توان به آژ۲آر لا موندیال و تیم لوتو–سودال اشاره کرد.
وی در مسابقات کشوری و بین‌المللی در مجموع برندهٔ ۱ مدال نقره شده‌است.